# Cratere Lucagus
Lucagus è un cratere sulla superficie di Dione.